# Santa Maria del Camí
Santa Maria del Camí ist eine Gemeinde im Nordwesten der Balearen-Insel Mallorca. Sie hat 7.623 Einwohner (Stand: 2024), von denen 4455 im gleichnamigen Ort leben. Im Jahr 2006 betrug der Ausländeranteil der Gemeinde 6,7 % (356), der Anteil deutscher Einwohner 1,6 % (84).

## Geografie

### Klima
In Santa Maria werden das ganze Jahr über Niederschläge registriert. Der trockenste Monat ist der Juli mit durchschnittlich 9,3 l/m². Die höchste Niederschlagsmenge verzeichnet man im Dezember mit 95,5 l/m².

## Geschichte
Der Ursprung des kleinen Landstädtchens geht auf die Mauren zurück. Aber bereits vor der arabischen Herrschaft zu Zeiten der Römer war dies der Weg von Palma zum alten Pollentia, dem heutigen Alcúdia.
Santa Maria war die erste Raststation auf dem Weg von Palma nach Norden. Die strategische Lage dieser Ortschaft könnte der Stadt den Namen gegeben haben. Santa Maria del Camí, dass man wortwörtlich mit „Sankt Maria des Weges“ übersetzen kann. In Wahrheit wird der Ort nach der gleichnamigen Kapelle in La Garriga in Katalonien benannt, die unter der Schirmherrschaft der Familie Santaeugenia stand. Bernat de Santaeugenia, ein bedeutendes Mitglied dieser Familie, war der erste Herrscher der Gegend nach der katalanischen Eroberung Mallorcas und hat der dort gegründeten Siedlung den Namen gegeben.

## Wirtschaft und Infrastruktur

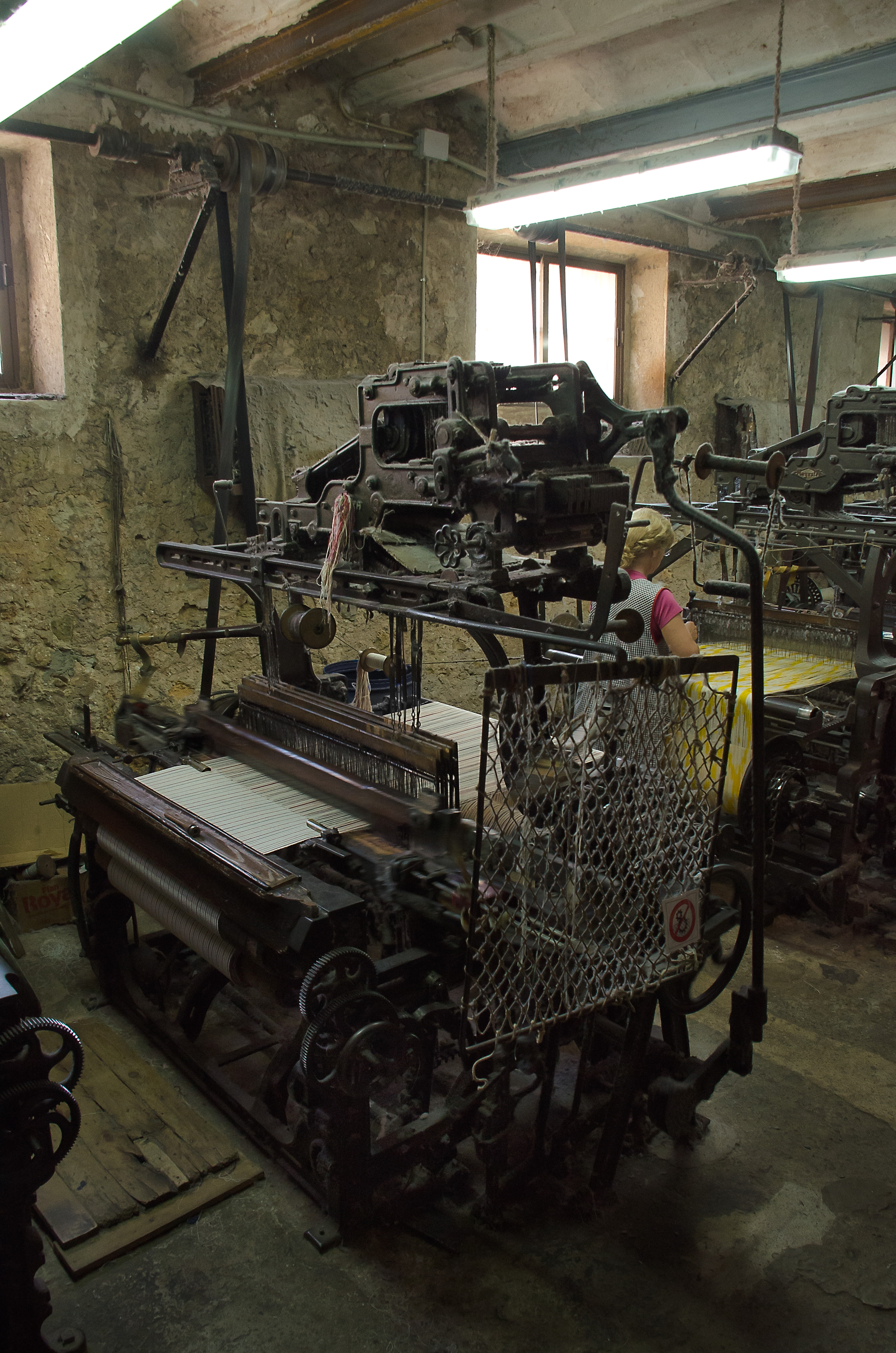
Webstühle in der Weberei Bujosa

Die Wirtschaft von Santa Maria del Camí basiert heute unter anderem auf dem Kleinhandel und auf der Herstellung von Betonwaren für die Bauindustrie. Die Santamariers (so nennen sich die Einheimischen) haben sich früher vor allem in der Textilbranche einen Namen gemacht. Ein verdienter Handwerker hat sich erfolgreich vorgenommen, die alte Tradition der mallorquinischen Weber wieder lebendig zu machen. Heute ist diese Werkstatt eine der wenigen, die noch das typische Teixit de llengües oder de Llengos herstellt. Llengua oder Llengo bedeutet auf Katalanisch Zunge, und das Teixit de llengos ist ein Tuch, das auf weißem Untergrund eine Art von Flammenzungen darstellt, ursprünglich normalerweise in der Traditionsfarbe Blau. Inzwischen ist es verändert und in sehr verschiedenen Farbkombinationen erhältlich.

## Kultur und Sehenswürdigkeiten

Santa Maria del Camí

Der Ort wird geprägt von den unzähligen bunten Schildern, die für den Einkauf der Ledererzeugnisse werben und auf Gratisproben in den Bodegas hinweisen.
- Die Pfarrkirche Santa Maria, erbaut um 1216, ist ein wuchtiges, von einem Steingarten umgebenes Gotteshaus mit dem Bildnis der Maria am Hochaltar und einer Ausstattung von Francisco Herrera.
- Der Convento de Minimos liegt unmittelbar an der Hauptstraße und ist heute Monumento Historico Artistico Provincial. Der Kreuzweg gilt aufgrund seiner Schönheit als einer der eindrucksvollsten auf Mallorca. In den Räumen des im 18. Jahrhundert gegründeten Klosters ist heute das Museo Balear untergebracht. Es beherbergt Funde aus der Vor- und Frühgeschichte der Insel und Gegenstände des mallorquinischen Brauchtums und Trachten des 18. und 19. Jahrhunderts.

## Verkehr
Das Gemeindegebiet wird von der Autobahn PM27 von Palma in Richtung Inca durchquert (Ausfahrt: Sencelles/Santa Maria). Die alte Hauptstraße (jetzt MA-13A) von Palma nach Inca verläuft durch den Hauptort.

## Persönlichkeiten
- Antonio Gelabert (1921-1956), Radrennfahrer

## Weblinks

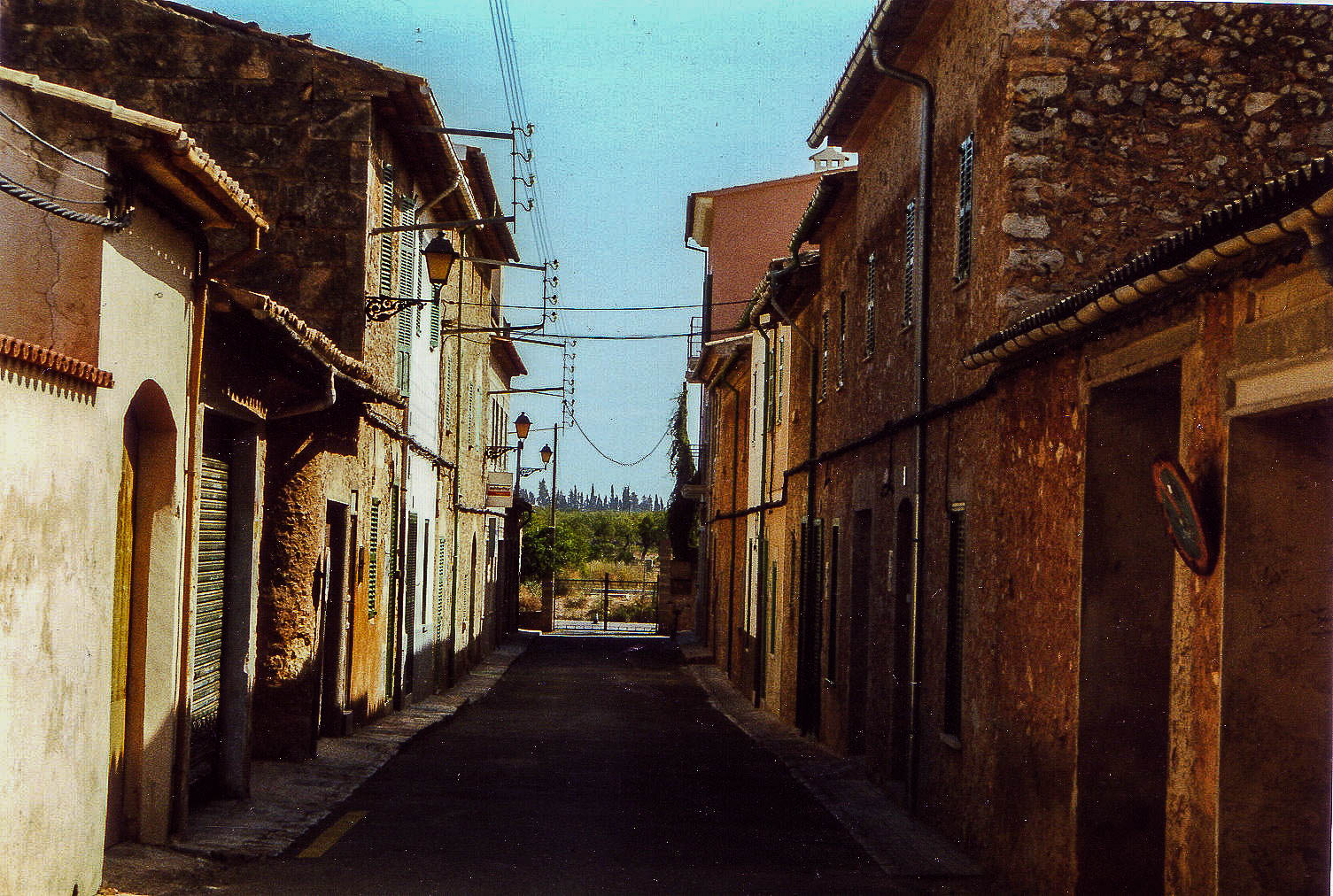
(2001)